# Guðríðr Þorbjarnardóttir
Guðríðr vidforla Þorbjarnardóttir (Gudhridhur Thorbjarnardóttir, apelidada viajante distante, n. 974) foi uma donzela de Laugarbrekka, Snæfellsnes na Islândia. Filha do víquingue Þorbjörn Vífilsson, é uma personagem das sagas da Vinlândia - a Saga dos Groenlandeses e a Saga de Érico, o Vermelho - e era conhecida por ser supostamente a mãe do primeiro escandinavo e por sua vez o primeiro europeu na América.
Emigrou desde a Islândia até à Gronelândia com os seus pais. Em Herjolfsness, uma völva, Þórbjörg lítilvölva, profetiza-lhe o seu futuro. Pois então seria casada com Þorir o Norueguês e viria a ser vítima de um naufrágio, no qual foram resgatados por Leif Eriksson. Entretanto, Þorir falece de uma doença. Guðríðr casa-se mais tarde com o irmão de Leif, Thorsteinn Eriksson, com quem viaja pela primera vez para a Vinlândia onde Thorstein adoece em Lysufjord e morre. No seu regresso para Brattalid aceita a proposta de casamento de Thorfinn Karlsefni e volta a participar noutra expedição para a Vinlândia com o seu marido. Alí permanecem por três anos e nasce Snorri Thorfinnsson.
Regressam para a Islândia onde nascem outros dois filhos, Þorbjörn Þorfinnsson (n. 1010), e Björn Þorfinnsson (n. 1024).
Ao fim dos seus dias realiza uma peregrinação a Roma e no seu regresso converte-se numa das primeiras freiras em Glaumbær, Skagafjörður.